# Земляне (фильм)
«Земляне» (англ. Earthlings) — документальный фильм 2005 года о проблеме эксплуатации животных людьми для одомашнивания, развлечений, научных исследований или с целью производства одежды и пищи. Режиссёром фильма выступил зоозащитник Шон Монсон, закадровый текст прочитан Хоакином Фениксом, в качестве продюсера выступила актриса Мэгги Кью, а музыкант Моби стал автором саундтрека. Каждый из них является веган-активистом.

## Сюжет
Фильм поднимает темы расизма, сексизма, видовой дискриминации и прав животных, демонстрируя кадры, полученные при помощи скрытой камеры из зоомагазинов, «щенячих ферм», приютов для бездомных животных, птицефабрик, скотобоен, мест выделки и продажи кожи и меха, спортивных и развлекательных мероприятий и исследовательских лабораторий.

## Реакция
Хоакин Феникс прокомментировал фильм следующим образом: «Из всех фильмов, над которым я работал, об этом говорят больше всего. Каждый, кто видел „Землян“, рассказывает о нём ещё троим». Зоозащитник Питер Сингер, известный своей книгой «Освобождение животных», также высказался положительно: «Если бы каждый человек в мире мог посмотреть только один фильм, я бы выбрал „Земляне“». Мнение ещё одного активиста в вопросах прав животных Тома Ригана: «Для тех, кто посмотрел „Земляне“, мир никогда не будет прежним».
Премьера «Земляне» состоялась на фестивале Artivist Film Festival в 2005 году, где фильм выиграл награду в категории «Лучший документальный фильм». Картина получила награду Бостонского кинофестиваля и кинофестиваля в Сан-Диего, где также премией Humanitarian Award за свою работу над фильмом был награждён Хоакин Феникс.

## Теракт в Луцке
Захвативший 21 июля 2020 года в городе Луцк (Украина) автобус с заложниками террорист Максим Плохой (предположительно, Максим Кривош) в числе прочих выдвинутых требований упомянул, что действующий президент Украины Владимир Зеленский должен опубликовать пост, в котором всем рекомендует к просмотру фильм «Земляне». Зеленский выполнил это требование, выложив в Facebook видео с призывом смотреть фильм. Через некоторое время после освобождения заложников президент удалил пост.